# Cañada de las Flores
Cañada de las Flores är en ort i Mexiko.   Den ligger i kommunen San Miguel de Allende och delstaten Guanajuato, i den centrala delen av landet, 240 km nordväst om huvudstaden Mexico City. Cañada de las Flores ligger 2 091 meter över havet och antalet invånare är 280.
Terrängen runt Cañada de las Flores är kuperad åt nordväst, men åt sydost är den platt. Runt Cañada de las Flores är det ganska tätbefolkat, med 96 invånare per kvadratkilometer. Närmaste större samhälle är San Miguel de Allende, 12,7 km sydväst om Cañada de las Flores. Omgivningarna runt Cañada de las Flores är en mosaik av jordbruksmark och naturlig växtlighet.